# НОВА академија уметности Београд
НОВА академија уметности један је од приватних факултета у Београду. Налази се у улици Топличин венац 11.

## Програм
НОВА академија уметности своју делатност остварује кроз академске и струковне студије на сва три нивоа студија из области драмске и аудиовизуелне, ликовне, музичке и извођачке и примењене уметности и дизајна. Студијски програми се састоје из основних трогодишњих студија са смеровима Музичка уметност, Драмска уметност и Визуелна уметност, мастер двогодишњих студија са смером Визуелна уметност и докторских трогодишњих студија са смером Визуелна уметност. Акредитовани смерови су Визуелна уметност и Драмска уметност на основним, Визуелна уметност – фотографија на мастер и Визуелна уметност на докторским академским студијама. У процесу акредитације је смер Савремена популарна музика на основним академским студијама.